# Бутузов, Сергей Михайлович
Серге́й Миха́йлович Буту́зов (27 июня (10 июля) 1909, село Горки Сухаревские, Московская губерния, Российская империя — 21 января 1967, Зеленоград) — советский партийный и государственный деятель, первый секретарь Красноярского крайкома ВКП(б) (1950—1952), первый секретарь Пензенского обкома ВКП(б) — КПСС (1952—1961).

## Происхождение. Образование
Родился в семье рабочего. Русский.
Образование — незаконченное высшее. В 1943—1944 гг. был слушателем Высшей партийной школы при ЦК ВКП(б).

## Карьера
В 1929—1934 гг. — статистик, инструктор Московского областного планового отдела. С 1934 года на комсомольской и партийной работе. В 1939 году вступил в ряды ВКП(б).
В 1942—1943 гг. — второй секретарь Электростальского городского комитета ВКП(б) Московской области.

### Руководство Красноярским краем
В 1944—1947 гг. — второй секретарь Красноярского городского комитета ВКП(б), в 1947—1950 гг. второй секретарь Красноярского краевого комитета ВКП(б).
В 1950—1952 гг. — первый секретарь Красноярского краевого комитета ВКП(б). В период его руководства краем были введены в строй Ирша-Бородинский угольный разрез, Сорский молибденовый комбинат, завод синтетического каучука, завод Сибэлектросталь.

### Во главе Пензенской области
С 1952 по 1961 гг. — первый секретарь Пензенского областного комитета ВКП(б)—КПСС. Запомнился в Пензе как яркий и грамотный руководитель. В годы его работы значительно вырос промышленный потенциал Пензенской области, были построены новые предприятия, открыты научно-исследовательские центры. В частности, заводы «Пензхиммаш», «Пензадизельмаш», «Биосинтез», «Сердобский машиностроительный завод», «Сердобский электроламповый завод» и другие; научно-исследовательские институты физических измерений (НИИФИ), химического машиностроения (НИИПТ-ХИММАШ), вычислительной техники (НИИВТ), электронно-механических приборов (НИИЭМП), электротехники (ПНИЭИ), прядильных машин (НИЭКИПмаш) и другие. Началось строительство г. Заречного и зареченского градообразующего предприятия — ФГУП ФНПЦ ПО «Старт» им. М.В.Проценко» в 1954 г.

Здание Пензенского обкома КПСС и облисполкома, построенное при Бутузове в 1958 году

Также при нём в 1958 г. было построено современное здание правительства Пензенской области на улице Московской в Пензе. В советское время здесь размещались Пензенский обком КПСС и облисполком. В настоящее время — губернатор, областное правительство и главный федеральный инспектор по области.
Во время его руководства областью в Пензе в 1950—1955 гг. работал председателем исполнительного комитета областного Совета Ф.Д. Кулаков — будущий член Политбюро и секретарь ЦК КПСС.
В период работы в Пензе завязывается дружба Бутузова с писателем Борисом Полевым и скульптором Евгением Вучетичем. На улице Московской в Пензе 10 июля 1954 года был открыт памятник В. Г. Белинскому работы Вучетича.
Был освобожден от должности первого секретаря Пензенского областного комитета КПСС при Первом секретаре ЦК КПСС Никите Хрущёве вскоре после неудачного выступления на одном из региональных сельскохозяйственных совещаний. Считается, что он вызвал гнев Хрущёва не сумев правильно ответить на вопрос: «Сколько весит початок кукурузы?». По другим данным, Бутузов пошутил по поводу кукурузы. Также на этом совещании, Бутузов не успел вовремя отдать Хрущеву какое-то обращение рядового гражданина, которое тот отдал ему, попросив передать Никите Сергеевичу. Хрущеву показалось, что тот сделал это намеренно, и разразился гневной тирадой в адрес первого секретаря Пензенского обкома: «Он же ставит барьер между мной и народом!». В реальной действительности, претензии Н.С. Хрущёва к С.М. Бутузову и руководителям некоторых других регионов РСФСР были более серьёзными. Руководители Пензенской области уделили мало внимания выращиванию кукурузы, насеяв много овса (в ущерб кукурузе). Вместе с Бутузовым был отправлен в отставку начальник управления сельского хозяйства Пензенского облисполкома Иван Павлович Пухов.
Политика больших посевов кукурузы (в ущерб хлебным культурам) впоследствии привела к некоторому дефициту хлеба в РСФСР и ограничению его продажи в 1962 году, а также временному введению в 1963 году в южных районах карточек на хлеб впервые с 1947 года. Это подтвердило правоту ряда региональных руководителей РСФСР, пытавшихся сопротивляться серьёзному увеличению посевов кукурузы в ущерб более необходимым сельскохозяйственным культурам.
С 1961 по 1963 г. — заместитель председателя Совета Народного Хозяйства Пензенского экономического административного района.

### Зеленоградский период
В 1963—1964 гг. — председатель исполнительного комитета Зеленоградского городского совета на общественных началах, с 1964 г. — заместитель председателя исполнительного комитета Зеленоградского городского совета на общественных началах. Выступил в качестве одного из руководителей, отвечающих за становление научного центра отечественной микроэлектроники. В эти годы он активно занимался организацией строительства промышленных объектов, жилого фонда и всей городской инфраструктуры Зеленограда. Присущие Сергею Михайловичу энергия и опыт руководителя государственного масштаба помогли в кратчайший срок наладить в городе-спутнике строительство современного жилья. В начале 60-х Зеленоград обретает зримые очертания современного наукограда — на фоне бережно сохраненных природных ландшафтов вырастают многоэтажные здания, в том числе, спроектированные по оригинальным проектам лучших архитектурных студий страны. Кроме вопросов строительства, Сергей Бутузов оперативно решает вопросы социальной и кадровой политики. Он занимается обеспечением научного центра талантливыми учеными, молодыми специалистами, высококвалифицированными инженерными и рабочими кадрами со всей страны. Для работы на предприятиях и в институтах Зеленограда приглашаются специалисты, которым предоставляется комфортабельное жилье. В судьбе многих жителей Зеленограда Сергей Михайлович Бутузов принял живейшее участие. До сих пор его с благодарностью вспоминают все, кто получил здесь свою первую квартиру, открыл для себя жизненные перспективы или просто получил дружескую поддержку от этого порядочного и самоотверженного человека.
Умер 21 января 1967 года в Зеленограде, похоронен на местном кладбище.
Узнав о смерти Сергея Михайловича, писатель Борис Полевой сказал: «Это был прекрасный человек, настоящий большевик — деятельный, прямой, несгибаемый. Таким он и останется навсегда в памяти своих друзей».

## Советские выборные должности
- Член ВКП(б) — КПСС с 1939 г.
- Депутат Совета Союза Верховного Совета СССР 4-го и 5-го созывов.
- Кандидат в члены ЦК КПСС (1952—1961).

## Награды
- орден Ленина (11.07.1959)
- два ордена Трудового Красного Знамени
- орден Красной Звезды
- орден «Знак Почёта»
- медали

## Увековечение памяти

Мемориальная доска Сергею Бутузову в Пензе

#### Мемориальная доска
29 ноября 2013 года в Пензе была открыта мемориальная доска Сергею Михайловичу Бутузову на здании учебного корпуса Медицинского института Пензенского государственного университета, где в советское время с 1939 по 1958 гг. располагался Пензенский обком ВКП(б) — КПСС (скульптор — Владимир Иванович Козлов, г. Москва). В торжественной церемонии открытия мемориальной доски приняли участие губернатор Пензенской области Василий Бочкарёв, председатель Законодательного Собрания Пензенской области Иван Белозерцев, ректор Пензенского государственного университета Александр Гуляков, экс-председатель Пензенского горисполкома Александр Щербаков, сын и внук С. М. Бутузова — Владимир Сергеевич и Сергей Владимирович Бутузовы, студенты университета и члены ветеранских организаций.
Выступая на открытии мемориальной доски, губернатор Пензенской области Василий Бочкарёв сказал, что Сергей Бутузов «создавал новую Пензу, которая была маленькой и бедной по тем временам, а ему удалось создать мощный областной центр, с развитой инфраструктурой». «Сергей Бутузов оставил о себе память как о талантливом руководителе, обладавшим обширными знаниями, выдающимися организаторскими способностями, огромным опытом административной работы, колоссальной энергией, искренней заботой о людях, умением сплотить жителей области для решения стратегических задач», — добавил губернатор.

#### Улица
30 мая 2014 года депутатами Пензенской городской Думы было принято решение № 1526-62/5 «О присвоении наименования улице города Пензы», согласно которому имя Сергея Бутузова было присвоено одной из улиц г. Пензы (в восьмом микрорайоне третьей очереди строительства Арбеково). Объединенной городской службой архитектуры, градостроительства и технической инвентаризации улица Бутузова была включена в адресный реестр г. Пензы.